# Jette Hering
Jette Hering (ur. 3 listopada 1993) – niemiecka aktorka.
W 2006 roku zagrała w filmie Die Wilden Hühner (pol. Nastolatki) jako Wilma. Rok później ponownie wcieliła się w postać Wilmy w kontynuacji filmu, zatytułowanej Die wilden Hühner und die Liebe (pol. Nastolatki i miłość). W 2008 roku zagrała w Folge Hochzeitsreise nach Chile, filmu z serii Kreuzfahrt ins Glück.

## Filmografia
- Nastolatki (Die Wilden Hühner) (2006) jako Wilma Irrling
- Nastolatki i miłość (Die wilden Hühner und die Liebe) (2007) jako Wilma Irrling
- Kreuzfahrt ins Glück, Folge Hochzeitsreise nach Chile (2008) jako Sophie Schirmer
- Die wilden Hühner und das Leben (2009) jako Wilma Irrling
- Krimi.de – Netzangriff jako Klara Stolz